# Cylindrepomus laetus
Cylindrepomus laetus är en skalbaggsart som beskrevs av Francis Polkinghorne Pascoe 1858. Cylindrepomus laetus ingår i släktet Cylindrepomus och familjen långhorningar. Inga underarter finns listade i Catalogue of Life.